# ميخائيل جوزيف كيرلي
ميخائيل جوزيف كيرلي (بالإنجليزية: Michael Joseph Curley)‏ هو كاهن كاثوليكي أيرلندي وأمريكي، ولد في 12 أكتوبر 1879 في أثلون في جمهورية أيرلندا، وتوفي في 16 مايو 1947 في واشنطن العاصمة في الولايات المتحدة.